# Abbaye Saint-Sauveur de Giugnano
Pour les articles homonymes, voir Abbaye Saint-Sauveur et San Salvatore.
L'abbaye Saint-Sauveur située à Giugnano est un édifice religieux de Roccastrada, en province de Grosseto.
Il reste beaucoup de vestiges de cette abbaye bénédictine près du domaine de Casacce. Elle est citée en 1076 comme dépendante de l'Abbaye San Salvatore du  Mont Amiata, puis passa au début du Duecento  sous la juridiction de l'Abbaye de San Galgano en devenant un important centre d'activité minière. Dans la moitié du siècle elle fut occupée par des ermites augustiniens et commença à déchoir au début du Trecento.
Les vestiges, restés longtemps à l'abandon, se présentent partiellement enterrés ; la partie la plus conservée est la crypte romane qui s'articule dans un espace rectangulaire avec une  abside semi-circulaire soutenue par des colonnes à chapiteaux zoomorphes ou géométriques d'ascendance lombarde.

## Source de la traduction
- (it) Cet article est partiellement ou en totalité issu de l’article de Wikipédia en italien intitulé « Abbazia di San Salvatore a Giugnano » (voir la liste des auteurs).